# Olympische Sommerspiele 2012/Gerätturnen – Pferdsprung (Frauen)
Der Turnwettkampf am Sprung der Frauen bei den Olympischen Spielen 2012 in London wurde vom 29. Juli bis 5. August in der North Greenwich Arena ausgetragen. Insgesamt traten 18 Athletinnen aus 15 Nationen an.
Im Qualifikationswettbewerb am 29. Juli 2012 hatten sich acht Turnerinnen für das Finale qualifiziert. Das Reglement sah vor, dass nur zwei Starterinnen pro NOK im Finale antreten durften. Eine dritte Qualifikantin durfte nicht antreten und wurde von der Turnerin ersetzt, die als nächstbeste abgeschnitten hatte.
Jede Athletin absolvierte zwei Sprünge. Jeder Sprung wurde nach Schwierigkeit (A-Score) und Ausführung (B-Score) gewertet und zur Gesamtnote addiert, evtl. Strafpunkte wurden direkt abgezogen. Der Endstand wurde mit dem Durchschnitt der beiden Gesamtnoten ermittelt. Die Punkte der Qualifikationssprünge fanden keine Berücksichtigung.
Siegerin wurde die Rumänin Sandra Izbașa. Sie sorgte für die insgesamt fünfte rumänische Goldmedaille in dieser Disziplin. Die Kanadierin Ellie Black erhielt im Finale für ihren ersten Sprung eine Wertung von 0,000, weil sie nicht auf den Füßen landete. Beim zweiten Sprung musste sie verletzungsbedingt durchlaufen und erhielt wiederum eine Wertung von 0,000. Oksana Chusovitina, die für Deutschland startete, war mit 37 Jahren die älteste Teilnehmerin, ihre Mannschaftskameradin Janine Berger mit 16 die jüngste.

## Qualifikation
| Rang | Athletin                  | Nation                  | Punkte | Anmerkung |
| ---- | ------------------------- | ----------------------- | ------ | --------- |
| 1    | McKayla Maroney           | Vereinigte Staaten      | 15,800 | Q         |
| 2    | Sandra Izbașa             | Rumänien                | 15,316 | Q         |
| 3    | Marija Passeka            | Russland                | 15,049 | Q         |
| 4    | Oksana Chusovitina        | Deutschland             | 14,808 | Q         |
| 5    | Yamilet Peña              | Dominikanische Republik | 14,699 | Q         |
| 6    | Janine Berger             | Deutschland             | 14,483 | Q         |
| 7    | Brittany Rogers           | Kanada                  | 14,483 | Q         |
| 8    | Ellie Black               | Kanada                  | 14,366 | Q         |
| 9    | Giulia Steingruber        | Schweiz                 | 13,924 |           |
| 10   | Anastasiya Marachkovskaya | Belarus                 | 13,800 |           |
| 11   | Kristina Vaculik          | Kanada                  | 13,800 |           |
| 12   | Phan Thị Hà Thanh         | Vietnam                 | 13,533 |           |
| 13   | Angel Wong                | Hongkong                | 13,533 |           |
| 14   | Tina Erceg                | Kroatien                | 13,516 |           |
| 15   | Zoi Lima                  | Portugal                | 13,316 |           |
| 16   | Valeria Maksyuta          | Israel                  | 13,300 |           |
| 17   | Dorina Böczögő            | Ungarn                  | 12,916 |           |
| 18   | Laura Švilpaitė           | Litauen                 | 11,933 |           |

## Endergebnis
| Rang | Athletin           | Nation                  | Sprung 1 | Sprung 1 | Sprung 1 | Sprung 1 | Sprung 2 | Sprung 2 | Sprung 2 | Sprung 2 | Gesamt |
| Rang | Athletin           | Nation                  | A-Score  | B-Score  | Strafp.  | Punkte   | A-Score  | B-Score  | Strafp.  | Punkte   | Gesamt |
| ---- | ------------------ | ----------------------- | -------- | -------- | -------- | -------- | -------- | -------- | -------- | -------- | ------ |
| 1    | Sandra Izbașa      | Rumänien                | 6,100    | 9,283    |          | 15,383   | 5,800    | 9,200    |          | 15,000   | 15,191 |
| 2    | McKayla Maroney    | Vereinigte Staaten      | 6,500    | 9,666    | 0,3      | 15,866   | 6,100    | 8,200    |          | 14,300   | 15,083 |
| 3    | Marija Passeka     | Russland                | 6,500    | 8,900    |          | 15,400   | 5,600    | 9,100    |          | 14,700   | 15,050 |
| 4    | Janine Berger      | Deutschland             | 6,300    | 8,833    |          | 15,133   | 6,000    | 8,900    |          | 14,900   | 15,016 |
| 5    | Oksana Chusovitina | Deutschland             | 6,300    | 8,800    |          | 15,100   | 5,500    | 8,966    |          | 14,466   | 14,783 |
| 6    | Yamilet Peña       | Dominikanische Republik | 7,100    | 7,566    | 0,1      | 14,566   | 5,800    | 8,666    |          | 14,466   | 14,516 |
| 7    | Brittany Rogers    | Kanada                  | 5,800    | 8,966    |          | 14,766   | 5,600    | 8,600    |          | 14,200   | 14,483 |
| 8    | Ellie Black        | Kanada                  | 0,000    | 0,000    |          | 0,000    | 0,000    | 0,000    |          | 0,000    | 0,000  |